# Porta Trova
Porta Trova o porta delle Trove era una delle porte cittadine di Cesena; eretta in epoca malatestiana è stata demolita nel 1867.

## Storia
La porta fu eretta in epoca malatestiana. Il nome deriva dal fatto che vi convergevano tre vie o "trove" della città: contrada degli Uberti, via Chiaramonti e via Sacchi note anche, rispettivamente, come la Trova di sotto, la Trova di mezzo , e la Trova di sopra. Se ne decise nel 1866 la demolizione in quanto il passaggio troppo stretto rallentava il transito dei carri obbligando a una circolazione a senso unico alternato. L'amministrazione decise di non costruire un nuovo accesso ma di demolirla e di costruire un nuovo manufatto più adatto alla circolazione, che però non si sarebbe mai realizzato. La porta venne demolita nel febbraio 1867.

## Descrizione
Era una torre alta circa nove metri e a base quadrata di circa 9 metri di lato dotate di due aperture per il passaggio, una principale per i carri e una secondaria più piccola per i pedoni. Davanti alla torre c'era un fossato circolare attraversabile con due ponti levatoi. La facciata anteriore era merlata. Nel corso dei secoli subì delle modifiche e, nella seconda metà del XIX secolo era simile alla Porta Fiume. Vennero conservate solamente due lapidette, poste in alto nei margini laterali della Porta con incisa la memoria del fondatore: